# Abel Muzorewa
 (juillet 2024).
- Si vous ne connaissez pas le sujet, laissez ce bandeau (vous pouvez alors contacter les auteurs).
- Si vous supprimez le contenu mis en cause (vous pouvez préalablement contacter les auteurs),

argumentez précisément cette suppression dans la page de discussion
(un manque de référence n'est pas un argument ; une recherche réelle de référence doit avoir été effectuée, être formellement documentée).
Abel Tendekayi Muzorewa, né le 14 avril 1925 en Rhodésie du Sud et mort le 8 avril 2010 à Harare au Zimbabwe, est un évêque méthodiste et homme politique, Premier ministre de Zimbabwe-Rhodésie du 1er juin au 12 décembre 1979.

## Origines
Fils aîné d'une famille de neuf enfants, Abel Muzorewa est né en 1925 dans la colonie britannique de Rhodésie du Sud le 14 avril 1925, à Umtali.
Après une scolarité dans une école missionnaire puis à l'école méthodiste de Umtali, il devient instituteur à Murewa de 1943 à 1947 avant de commencer à prêcher, de suivre des études théologiques et d'être ordonné en août 1953. De 1955 à 1958, le révérend Muzorewa est pasteur à Chiduku près de la ville de Rusape.
Il poursuit des études en religion chrétienne en Rhodésie et aux États-Unis où il obtient un master en philosophie et religion. En juillet 1963, il devient le pasteur de Umtali puis un an plus tard est nommé directeur national du mouvement de la jeunesse chrétienne.

## Évêque et militant politique anti-colonial
En 1966, il devient secrétaire du mouvement chrétien étudiant et en 1968 il est consacré en tant qu'évêque de l'église méthodiste unie de Rhodésie. Abel Muzorewa voyage et fait preuve de sympathie avec les activités des mouvements nationalistes en Afrique australe. Cela lui valut en 1971 d'être refoulé à la frontière du Mozambique et renvoyé à Salisbury dans un train de wagons à bestiaux.

## Président et fondateur du Conseil national africain

### Son opposition au plan de règlement anglo-rhodésien en 1971-1972
Fin 1971, il fonde avec le révérend Canaan Banana le Conseil national africain, (qui deviendra le Conseil national africain uni en 1977), un mouvement opposé à la lutte armée contre le gouvernement rhodésien.
En 1972, ils s'opposent avec succès au règlement anglo-rhodésien (négocié entre Ian Smith, le Premier ministre rhodésien et Alec Douglas-Home, le ministre britannique des affaires étrangères), qui prévoyait la diminution progressive de la ségrégation raciale jusqu’à son abolition, l’extension du droit de vote aux noirs rhodésiens et leur participation progressive aux affaires politiques du pays. Mais le système ainsi envisagé par les Anglais et le pouvoir blanc rhodésien introduisait des délais significatifs. Il aurait ainsi fallu attendre encore 50 ans pour que les Noirs deviennent prédominants au Parlement. Muzorewa devient alors un leader national, un interlocuteur et une personnalité internationale reconnue.

### Première rencontre entre Smith et Muzorewa en 1973 et premiers contacts entre le gouvernement rhodésien et le Conseil national africain en 1974-1975
Abel Muzorewa, rencontre pour la première fois Ian Smith, le 18 juillet 1973 à Salisbury,. Fin octobre 1973, Abel Muzorewa, fut ainsi l'un des 6 lauréats du prix des droits de l'homme des Nations unies. Inquiet de la montée de la violence en Rhodésie et la régionalisation de la guerre du Bush de Rhodésie du Sud, Muzorewa négocia en août 1973, avec Smith et accepta les termes de l'accord proposé par Douglas-Home l'année précédente. Mais son parti, le Conseil national africain désavoua cette décision en mai 1974 mais les deux hommes continuèrent à échanger de manière sporadique.
Le 2 juin 1974, le Conseil national africain rejette les propositions du gouvernement blanc de Rhodésie concernant les droits politiques des Noirs. Selon le plan du premier ministre Ian Smith, il aurait fallu attendre 40 à 60 ans pour que les Noirs atteignent une représentation égale au Parlement de Rhodésie. Une déclaration du comité central a rejeté à l’unanimité les propositions qui, selon lui, « étaient loin de répondre aux demandes et empêchaient donc le peuple africain d’acquérir une représentation effective, le Conseil a déclaré que les dernières propositions étaient pratiquement les mêmes que celles qu’il avait rejetées en 1971. Il a proposé davantage de négociations sur la question.
Le 1er juillet 1974, une délégation du Conseil national africain (ANC), conduite par le Dr Elliot Gabellah, vice-président de l'ANC, se rend à Londres pour des entretiens avec le gouvernement britannique sur la situation politique en Rhodésie et rencontre James Callaghan, le ministre britannique des Affaires étrangères. Après la réunion, M. Callaghan a déclaré que le gouvernement minoritaire blanc rhodésien devrait enfin accepter qu'il n'y avait pas de véritable alternative à des discussions significatives avec les Africains. L'ANC a rejeté une proposition du leader rhodésien, M. Ian Smith, d'organiser une table ronde sur la constitution. Les dirigeants africains déclarent qu'ils ne tiendront plus de négociations avec le gouvernement rhodésien, sauf sous la forme d'une conférence constitutionnelle à laquelle toutes les parties, y compris les dirigeants africains détenus, seraient représentées, un mois plus tôt en juin 1974, le conseil national africain arrêta les pourparlers avec le gouvernement rhodésien à la suite de l'arrestation le 20 juin du Dr Edson Sitholé, l'un des dirigeants de l'ANC.
En décembre 1974, le Financial Times de Londres, fit état d'une réunion qui se serait tenue dans le plus grand secret à Lusaka, capitale de la Zambie, au début du mois de novembre 1974, à laquelle aurait participé les présidents Kaunda, (Zambie) Nyerere (Tanzanie) et Khama (Botswana), ainsi que les chefs des mouvements africains de guérilla en Rhodésie, M. Joshua Nkomo, président de l'Union populaire africaine Zimbabwe (ZAPU) et le Révérend Ndabaningi Sitholé, dirigeant de l'Union nationale africaine Zimbabwe (ZANU). Tous deux auraient été libérés pour la circonstance, des prisons rhodésiennes où ils sont détenus, les autorités de Salisbury ayant posé comme condition qu'ils réintégreraient leurs cellules à la fin des conversations, Abel Muzorewa, chef du Conseil national africain, principale formation africaine d'opposition légalement reconnue en Rhodésie, aurait également pris part aux discussions qui auraient eu pour but d'étudier les possibilités de régler le problème constitutionnel rhodésien, le Financial Times signala aussi la présence à ces entretiens de Samora Machel, alors leader du FRELIMO. Le 9 décembre 1974, fut signée la déclaration de Lusaka unissant l'Union du peuple africain du Zimbabwe de Joshua Nkomo, l'Union nationale africaine du Zimbabwe, du révérend Ndabaningi Sitholé, et le Front pour la libération du Zimbabwe (FROLIZI) de James Chikerema sous la bannière du Conseil national africain de Muzorewa. Le 11 décembre, Un cessez-le-feu est convenu,.
En janvier 1975, le gouvernement rhodésien par la voix de son ministre de la justice Desmond Lardner-Burke ajourne la libération des détenus, alléguant que le cessez-le-feu n'est pas respecté alors que le Conseil national africain uni affirme au contraire que les accords sur la liberté d'activité politique pour les Africains ne sont pas honorés. Le 20 janvier 1975, des responsables du gouvernement rhodésien et des dirigeants politiques du Conseil national africain (ANC) se sont réunis dans la capitale rhodésienne, Salisbury, pour discuter de « questions relatives à une conférence constitutionnelle », a déclaré le Dr Edson Sitholé, secrétaire à la publicité de l'ANC, lors d'une conférence de presse dans la capitale le jour même.
Le 6 février 1975, une délégation de haut niveau de nationalistes rhodésiens a rejoint la capitale zambienne, Lusaka, et quitté Dar as Salaam, afin de discuter des derniers développements dans les démarches visant à régler le différend constitutionnel en Rhodésie avec les présidents du Botswana, de la Tanzanie et de la Zambie. Il s'agissait d'Abel Muzorewa, président du Conseil national africain (ANC), du vice-président Elliott Gabellah et de quatre membres exécutifs dont M. Joshua Nkomo et William Muzuruwa. Le groupe est arrivé à Lusaka depuis Salisbury après une rencontre avec le Premier ministre Ian Smith – la première entre ce dernier et ses opposants nationalistes noirs depuis l'accord de paix de Lusaka en décembre entre les deux parties,. Le 10 février 1975, une délégation du conseil national africain comprenant le président du conseil national africain Abel Muzorewa, son vice-président Eliot Gabellah, le révérend Ndabaningi Stiholé, et Josuha Nkomo rencontre secrètement à Lusaka en Zambie, Hilgard Muller le ministre sud-africain des affaires étrangères. Le 12 février 1975, Ian Smith rencontre pour la seconde fois pendant 45 minutes les leaders du conseil national africain pour tenter de résoudre le problème constitutionnel rhodésien.
Le 2 mars 1975, l'exécutif du conseil national africain se réunit à Salisbury pour discuter des futures relations avec le gouvernement Smith, Muzorewa, déclara aux journalistes après la réunion de 10 heures que les pourparlers avec le gouvernement rhodésien se poursuivraient. À l’extérieur une foule d'environ 300 personnes, principalement des partisans du révérend Ndabaningi Stiholé, se rassemblent dans le township africain de Highfield, à Salisbury. De nombreux manifestants brandissaient des pancartes hostiles au dirigeant du ZAPU, Josuha Nkomo, qui a fait face aux partisans de M. Sitholé à son arrivée. L'évêque Muzorewa a déclaré après la réunion que l'ANC était un organisme unifié. Le secrétaire adjoint du Conseil, Josuha Nkomo, a déclaré que les 60 membres de l'exécutif national avaient été informés des récentes discussions entre l'ANC et le gouvernement.

### Suspension par Muzorewa des pourparlers avec le gouvernement rhodésien à la suite de la seconde arrestation de son aillé le révérend Sitholé le 4 mars 1975.
Trois jours plus tard, le 5 mars 1975, Abel Muzorewa annonça la suspension des discussions engagées entre le gouvernement rhodésien et le conseil national africain sur un règlement constitutionnel en Rhodésie au lendemain de la seconde arrestation de son allié, le révérend Ndabaningi Sitholé. Cette arrestation du révérend Ndabaningi Sitholé, provoqua du même coup l'annulation de ce qui devait être la troisième rencontre entre le gouvernement rhodésien et le conseil national africain qui devait avoir lieu le 6 mars 1975,. Le gouvernement sud-africain, devenu le principal aillé de la Rhodésie depuis la chute de l'Estado Novo (Portugal) en avril 1974 à la suite de la révolution des Œillets était furieux et extrêmement mécontent de cette action et soupçonnait que la véritable raison était que les Rhodésiens s'opposaient à Sitholé et préféraient négocier avec le chef de la ZAPU, Joshua Nkomo,.
Onze jours après l'arrestation du révérend Sitholé, John Vorster, le Premier ministre sud-africain, convoqua alors en urgence pendant quatre jours du 15 au 19 mars 1975, au Cap, Ian Smith et son ministre de la défense et des affaires étrangères P. K. van der Byl. Ce dernier ne réussit à convaincre les Sud-Africains qui ne vont dès lors cessaient de faire pression sur le gouvernement rhodésien pour qu'il fasse libérer le révérend Ndabaningi Sitholé. (Ce dernier avait d'ailleurs annoncé en 1969 lors d'un procès public avoir pris ses distances avec toute forme de violence. Les Sud-Africains étaient aussi et surtout furieux car le 17 février 1975, deux mois après sa première libération, le révérend Ndabaningi Sitholé donna une interview au journal sud-africain The Star ou il s'efforça de rassurer les européens en Rhodésie en déclarant : En raison de ses nombreuses compétences l'homme blanc en plus d'influencer les affaires d'un Zimbabwe indépendant en général a de nombreux rôles à jouer dans la vie de ce pays.
Le 23 mars 1975, après avoir observaient une minute de silence à la mémoire de Herbert Chitepo, tué cinq jours plus tôt dans un attentat à la voiture piégée à Lusaka en Zambie, les dirigeants nationalistes noirs rhodésiens annoncent qu'ils excluent toute négociation avec le gouvernement Smith jusqu'à la libération de tous les détenus politiques, à l'issue d'une réunion de six heures, le comité exécutif du Conseil national africain (ANC) a déclaré que le régime de la majorité en Rhodésie n'était pas négociable, la déclaration de l'ANC est intervenue à la veille du procès du révérend Ndabaningi Sitholé, accusé de complot visant à tuer d'autres nationalistes noirs et de soutien à des activités terroristes.
Le lendemain le 24 mars 1975, Un tribunal spécial entame une audience pour déterminer si la détention du révérend Ndabaningi Sithole, le leader nationaliste rhodésien, pour avoir comploté en vue de tuer certains de ses rivaux politiques et de continuer à soutenir le terrorisme en Rhodésie était justifié. Le juge en chef par intérim Hector Macdonald, a déclaré que l'audience n'était pas un tribunal criminel et que M. Sitholé ne faisait l'objet d'aucune accusation criminelle. Le tribunal déciderait, sur la base des preuves, si l'ordre de détention était justifié, a-t-il ajouté. Le tribunal a été spécialement créé pour examiner les ordonnances de détention en général et celles de M. Sitholé en particulier,. Une trentaine d'Africains étaient présents au tribunal, dont l'évêque Abel Muzorewa, chef du Conseil national africain. Le 25 mars 1975, le bureau du procureur général rhodésien a publié les noms des 3 leaders noirs rhodésiens contre lesquels le révérend Ndabaningi Sitholé était accusé d'avoir planifier un complot, il s'agit de l'évêque Abel Muzorewa, son adjoint, le Dr Elliott Gabellah, et Joshua Nkomo, chef de l'Union du peuple africain du Zimbabwe
Le 2 avril 1975, le jour même ou Muzorewa donne une interview au Washington Post, dans laquelle il se montre particulièrement critique vis-à-vis du gouvernement britannique en déclarant, (nous avons perdu notre temps en nous adressant à la Grande-Bretagne), tout en jugeant au contraire décisive « l'influence de l'Afrique du Sud sur la Rhodésie, estimant qu'elle est la véritable » source du pouvoir dans ce pays, Muzorewa estima par ailleurs que le Premier ministre sud-africain, John Vorster pourrait être invité à présider les prochaines négociations entre les mouvements de libération et le gouvernement rhodésien), un tribunal rhodésien dirigé par le juge Hector Macdonald (juge) a déclaré que le gouvernement rhodésien avait pleinement le droit d'arrêter le leader nationaliste noir Ndahaningi Sitholé, le gouvernement a formulé deux allégations contre Sitholé pour justifier sa démarche. Il affirmait qu'il avait refusé d'accepter le cessez-le-feu en décembre dernier et qu'il était dans une large mesure responsable des meurtres perpétrés par ses partisans depuis lors et il l'accusait d'avoir comploté pour tuer trois rivaux politiques noirs au sein du Conseil national africain.
Deux jours plus tard, le 4 avril 1975, moins de 48 heures après la visite éclair en Rhodésie du ministre sud-africain des affaires étrangères, Hilgard Muller, Sitholé est relâché pour qu'il puisse assister à la conférence des ministres de l'OUA à Dar-Es-Salaam. Le retour en prison du révérend Sitholé profita aussi et surtout à Robert Mugabe qui bénéficia également de l'assassinat de Herbert Chitepo le 18 mars 1975 en Zambie pour prendre le contrôle total de la ZANU.
Le 18 avril 1975, Deux semaines seulement après la libération du révérend Ndabaningi Sitholé, un porte-parole du gouvernement rhodésien annonce qu'Ian Smith, se déclare prêt à reprendre immédiatement les pourparlers avec les dirigeants nationalistes noirs rhodésiens, précisant, qu'une invitation a été adressée à l'évêque Muzorewa, président du Conseil national africain (qui regroupe les trois mouvements de libération) en vue d'une rencontre la semaine prochaine. D'après le porte-parole, ces entretiens devraient avoir lieu à Salisbury, L'évêque Muzorewa, qui se trouve dans la capitale rhodésienne, a déclaré que sa réponse « dépendra du règlement de certains problèmes, dont le principal est de savoir si le révérend Sitholé (chef de l'Union nationale africaine du Zimbabwe (ZANU) sera emprisonné de nouveau s'il rentre en Rhodésie »,.
Trois jours plus tard, le 21 avril, Muzorewa donne sa réponse et rejette l'invitation faite par Smith pour discuter d'une conférence constitutionnelle en Rhodésie assurant qu'il ne parlera pas à Smith tant qu'il ne sera pas assuré que le révérend Ndabaningi Sitholé ne sera pas arrêté quand il reviendra en Rhodésie. De son côté John Vorster appela lui aussi à une reprise des négociations entre Ian Smith et les leaders nationalistes noirs rhodésiens. À plusieurs reprises d'ailleurs, John Vorster usera de sa médiation pour tenter de persuader Ian Smith de se réconcilier avec les dirigeants nationalistes noirs rhodésiens. Après une vaine tentative en juin 1975, un haut responsable du Conseil national africain, déclara que Vorster aboyait sur Smith alors qu'il devait être mordant.
À l'invitation du Premier ministre jamaïcain, Michael Manley, Muzorewa, et Sitholé participent à la réunion des chefs de gouvernement du Commonwealth, organisée à Kingston en Jamaïque du 29 avril au 6 mai 1975. Le 3 mai 1975, Muzorewa et Sitholé donnent une conférence de presse commune, Muzorewa annonce : « Nous pensons que dans quelques semaines, nous discuterons avec M. Smith, au moins chez lui, en prévoyant d'aller à une conférence constitutionnelle, quant au révérend Sitholé, il évoqua la situation au Mozambique, en déclarant, Eh bien, en ce qui concerne la situation au Mozambique, il ne fait aucun doute que cela a énormément affecté à la fois la Rhodésie et l'Afrique du Sud, dans la mesure où les revendications des droits du peuple finira par triompher. Le Premier ministre de l'Afrique du Sud, M. John Vorster, a eu les yeux un peu plus ouverts, et ses oreilles sont un peu plus ouvertes aussi, par la situation au Mozambique, pour qu'il puisse voir. Nous pouvons voir que la règle de la majorité, d'une manière ou d'une autre, est vouée à s'appliquer à la fois à la Rhodésie et au reste de l'Afrique australe, de sorte que la situation du Mozambique a, en effet, eu une énorme influence sur la situation en Rhodésie ainsi que sur l'Afrique australe en général ».
Le 15 mai 1975, le révérend Ndabaningi Sitholé après être arrivé à Lusaka pour parler avec des leaders africains déclare qu'il ne retournerait pas dans son pays d'origine, la Rhodésie, jusqu'à qu'il s'appelle le Zimbabwe. Le 22 mai 1975, Ian Smith, rencontre pendant 90 minutes une délégation de six membres du conseil national africain, la première rencontre entre les deux parties depuis 2 mois. Le 1er juin 1975, Les townships noirs de Salisbury furent déchirés par des émeutes, lorsque la police a abattu 11 noirs alors qu'elle essayait d'apaiser les combats entre partisans de la ZANU et de la ZAPU.
Le 3 juin, le porte-parole de l'ANC James Chikerema a critiqué le Premier ministre rhodésien, Ian Smith, lors d'une conférence de presse au siège des Nations unies, Je ne comprends pas comment un gouvernement pourrait se présenter avec des armes et abattre les gens, les gens qui ne sont pas armés parce qu'il y a peut-être un malentendu dans une organisation. Je ne comprends pas et je n'accepte pas cela. J'interprète plutôt le fait qu'Ian Smith est venu à cette réunion et a commencé à tirer sur les personnes rassemblées à cette réunion... tout le monde. J’interprète maintenant cette façon de traiter les personnes dissidentes africaines… les Noirs, et ce n’est pas nouveau pour nous car nous savons qu’Ian Smith n’a aucun respect pour les Noirs. C'était certainement un prétexte de la part de Smith pour démontrer à la population africaine qu'il contrôle le pays et qu'il massacrera quiconque s'oppose à ses intérêts. Et, bien sûr, dans ce cas, l’intérêt est qu’il voudrait forcer les Africains à accepter une sorte de règlement qui donne au régime (indistinct) de l’homme blanc en Rhodésie… une domination par rapport à une majorité africaine. Le 6 juin 1975, Muzorewa, retourne à Salisbury, deux jours plus tard une bombe placée devant sa maison a brisé les fenêtres, même si la famille de l'évêque, qui était chez elle à ce moment-là, n'a pas été blessée. Avant de quitter Londres pour Salisbury, Muzorewa a déclaré qu'il n'excluait pas la possibilité que des agents provocateurs du gouvernement rhodésien tentent d'attiser les rivalités et la violence entre les groupes en Rhodésie.
Le 12 juin 1975, après des mois de querelles, et une rencontre de 1h30 (la quatrième depuis le début de l'année 1975 entre le gouvernement rhodésien et le conseil national africain) un accord est conclu entre les deux parties sur l'organisation d'une conférence constitutionnelle sur l'avenir du pays, avec toutefois une impasse sur le lieu de la conférence, alors qu'Ian Smith souhaita que la conférence se passe en Rhodésie, le Conseil national africain estime que la conférence constitutionnelle devait avoir lieu à l'extérieur du pays car il craint qu'au moins deux de ses représentants le révérend Ndabaningi Sitholé, et James Chikerema ne soient arrêtés s'ils retournent en Rhodésie. Lors de sa conférence de presse Muzorewa déclare : Nous avons convenu de tenir une conférence constitutionnelle, nous avons dit que la conférence pourrait avoir lieu à tout moment nous sommes prêts pour elle aujourd'hui, demain ou n'importe quel jour. Nous avons proposé, l'ANC a proposé que le lieu de la conférence devrait être n'importe où dans le monde en dehors de la Rhodésie. Nous avons dit par exemple que nous pourrions la tenir en Afrique du Sud, à Messina (Musina), une ville du nord de la région du Transvaal, située dans la province du Limpopo à 15 km de la frontière entre l'Afrique du Sud et la Rhodésie, ou à Francistown, au Botswana, (juste pour vous donner un exemple), ou dans la bande de Caprivi dans le Sud-Ouest-Africain s'ils le voulaient. Joshua Nkomo, ajouta que M. Smith s'est opposé à l'idée de se rendre à l'étranger pour une conférence, arguant qu'il aurait des difficultés à gouverner la Rhodésie à la tête du gouvernement de la minorité blanche si les discussions constitutionnelles duraient longtemps. M. Nkomo a déclaré que la délégation du Conseil avait répliqué en proposant que la conférence se tienne en Afrique du Sud voisine,.
Quatre jours plus tard, le 16 juin 1975, Le Conseil national africain annule un congrès qui devait provoquer un bouleversement majeur au sein du mouvement nationaliste noir en Rhodésie. L'évêque Abel Muzorewa, président du conseil, qui regroupe les différentes organisations nationalistes, a déclaré que le congrès prévu pour le week-end avait été reporté sine die « en raison de graves difficultés administratives et autres difficultés extrêmes ». Le congrès aurait été le premier depuis que les groupes nationalistes rhodésiens rivaux, l'Union nationale africaine du Zimbabwe du révérend Ndabaningi Sitholé et l'Union du peuple africain du Zimbabwe de Joshua Nkomo, ont officiellement rejoint le conseil en décembre dernier. L’animosité croissante entre les différentes factions menaçait de saper l’unité des leaders nationalistes noirs rhodésiens dans les futures négociations avec le gouvernement de Ian Smith sur l’avenir de la Rhodésie. 
L'Union du peuple africain du Zimbabwe de Nkomo, qui domine le Conseil national africain, avait fait pression pour que des élections soient organisées au congrès. Tout vote aurait presque certainement évincer l'évêque Muzorewa, un modéré considéré comme politiquement peu ambitieux, et l'aurait remplacé par Joshua Nkomo, dirigeant de l'Union du peuple africain du Zimbabwe, L'Union nationale africaine du Zimbabwe, dont le leader, le révérend Ndabaningi Sithole, est en exil, avait menacé de boycotter le congrès. Ce report semble avoir évité un affrontement entre les deux groupes. Mais il pourrait aussi avoir encore plus compromis les espoirs d'une conférence constitutionnelle entre le gouvernement et le Conseil national africain. Les responsables du gouvernement admettent qu'ils aimeraient voir M. Nkomo à la tête du conseil et affirment qu'ils n'ont aucune intention de négocier avec l'Union nationale africaine du Zimbabwe, qu'ils tiennent pour responsable de la plupart des activités de guérilla dans le nord-est de la Rhodésie.
Du 6 au 13 juillet 1975, Abel Muzorewa, le révérend Ndabaningi Sithole, James Chikerema, et Joshua Nkomo participent à la conférence de Dar es Salaam en Tanzanie, parrainée par quatre présidents africains, Julius Nyerere de Tanzanie, Kenneth Kaunda de Zambie, Samora Machel du Mozambique et Seretse Khama du Botswana, Les dirigeants noirs de Rhodésie ont donné l'impression d'avoir résolu leurs profondes divergences entre factions et d'avoir adopté une position sans compromis face au gouvernement minoritaire blanc de Rhodésie,,. A l'issue de cette conférence, les dirigeants noirs rhodésiens ont convenu d'élaborer des propositions de négociations, d'affirmer le leadership d'Abel Muzorewa en tant que président du conseil national africain et de fixer la date et le lieu d'une conférence constitutionnelle avec Ian Smith.
Le 28 juillet 1975, lors d'une conférence de presse à Lusaka, en Zambie, Muzorewa, en compagnie de ses deux bras droits et alliés Sitholé et Chikerema fit la déclaration suivante : J’en appelle à M. Smith pour qu’il empêche le pays de s’engager sur la voie tragique de la majorité. J’en appelle à tous les Blancs rhodésiens de bonne volonté pour qu’ils persuadent leur gouvernement du Front rhodésien et M. Ian Smith de sauver la Rhodésie d’un bain de sang racial. J’en appelle aux Blancs de Rhodésie pour qu’ils comprennent que le moment est venu de parvenir à un accord qui leur garantirait, ainsi qu’à leurs proches, honneur et dignité. La Rhodésie, les Blancs rhodésiens, ne doivent pas se permettre d’attendre trop longtemps et de se retrouver dans une situation où ils seraient contraints d’accepter la majorité dans la honte et l’humiliation. Il est temps de prendre une décision lors d’une table ronde et de parvenir à un accord dans la dignité.

## L'échec de la conférence de Victoria Falls
Le 6 août 1975, avant de se rendre à Londres, à l'invitation du Foreign Office, Muzorewa accorde une interview à Nairobi au Kenya, où il se félicite du retrait progressif des 200 derniers membres de la police sud-africaine de Rhodésie annoncé le 1er août 1975 par Jimmy Kruger, le ministre de la justice sud-africain. L'évêque a dit que le retrait montrait que l'Afrique du Sud était très sérieuse dans sa volonté de parvenir à un règlement pacifique de la question rhodésienne. L'évêque a déclaré que l'ANC pensait que le retrait forcerait le Premier ministre rhodésien, M. Ian Smith, à reprendre ses esprits. Par ailleurs le conseil national africain annonça qu'il accepterait que Pretoria, capitale de l'Afrique du Sud soit le lieu de la conférence constitutionnelle. Finalement à la suite d'un accord passé le 9 août à Pretoria entre John Vorster, Ian Smith et Mark Chona un conseiller spécial du président zambien Kenneth Kaunda, pendant que Muzorewa rencontre à Londres James Callaghan, il est décidé que la conférence constitutionnelle sur la Rhodésie aurait lieu dans un wagon sud-africain à la frontière entre la Rhodésie et la Zambie.
Deux semaines plus tard, le 24 août la délégation de Muzorewa se rend donc à Livingstone en Zambie, où Muzorewa déjeuna à l'hôtel Intercontinental Musi-o-Tunya, en compagnie du président de la Zambie Kenneth Kaunda, de John Vorster, de Joshua Nkomo et du secrétaire sud-africain pour les affaires étrangères Bernardus Gerhardus Fourie) (futur ambassadeur d'Afrique du Sud aux États-Unis sous Pieter Botha). Le lendemain, Muzorewa en tant que président de l'ANC, participa à la conférence de Victoria Falls, une conférence organisée à la frontière entre la Rhodésie et la Zambie, dans un wagon sud-africain (la délégation du gouvernement rhodésien arrivant du côté rhodésien de la frontière alors que la délégation du Conseil national africain, arriva du côté zambien de la frontière). Au bout de 9 heures, cette conférence se solda par un échec.

### La division de l'ANC et de la ZANU après l'échec de la conférence de Victoria Falls
Après l'échec de la conférence de Victoria Falls, le mouvement nationaliste noir rhodésien fut déchiré par des dissensions internes, à la suite de l'annonce faite le 2 septembre 1975, selon laquelle le révérend Ndabaningi Sitholé serait désigné président du Comité de libération du Zimbabwe (ZLC), l'aile externe de l'ANC et James Chikerema en serait le secrétaire une démarche dénoncée vigoureusement par Joshua Nkomo. Le 4 septembre 1975, la ZAPU de Nkomo se sépare alors avec le conseil national africain ce dernier se divise alors en deux factions l'une interne dirigée par Nkomo et l'autre externe dirigée par Muzorewa qui s'exile au Mozambique. Le 7 septembre 1975, Les membres du Comité exécutif national du Conseil national africain (ANC), membres de la faction dirigée par Nkomo se réunissent à Highfield, près de Salisbury et votent pour la tenue d'un congrès national complet de l'ANC le 28 septembre. Après la réunion, le président du comité, M. Munodawafa, a publié un commentaire attaquant violemment le président de l'ANC, l'évêque Muzorewa. La déclaration accusait le président de « fuir le peuple » et l'appelait à retourner en Rhodésie.
La ZANU elle aussi se scinde en deux, à la suite de la déclaration de Mgagao en Tanzanie en octobre 1975. (Un document de censure à l'encontre du leadership de Abel Muzorewa, et de ses alliés Ndabaningi Sitholé et James Chikerema) signé par des guérilleros de ce camp basé en Tanzanie dans lequel ces derniers annoncent qu'ils ne suivraient que Robert Mugabe, Mugabe, chef de l'aile radicale de la ZANU qui rejette les négociations avec le gouvernement blanc et reprit la lutte armée tout comme Nkomo, fut désigné aux dépens de Sitholé comme nouveau chef de la ZANU lors d'une élection interne en prison en 1974), (ce que Sitholé n'a jamais reconnu). Ndabanigi Sitholé fonde alors l'aile modérée du mouvement, l'Union nationale africaine du Zimbabwe - Ndonga et reste membre de l'aile du conseil national africain dirigée par Muzorewa. (À la suite de la rupture entre Muzorewa et Nkomo), deux lignes au sein du mouvement nationaliste noir rhodésien s'affrontent désormais entre d'un côté, (Muzorewa, Sitholé et Chikerema), et de l'autre, (Mugabe et Nkomo), (qui tentera des négociations avec Smith de décembre 1975 à mars 1976. mais sans succès).
En novembre 1975, Muzorewa et Sitholé perdent la confiance des africains suivant une formation militaire dans des camps en Tanzanie et au Mozambique et furent accusés par Michael Mawema de prendre le pouvoir en main d'exclure tout le monde et d'êtres des révolutionnaires de micro. Le conseil national africain devient alors le seul mouvement nationaliste noir rhodésien à rejeter la violence. Le 13 décembre 1975, Muzorewa et Sitholé assistent aux célébrations du 14e anniversaire de l'indépendance de la Tanzanie à l'invitation du président Julius Nyerere. Toujours en décembre 1975, le comité exécutif de l'ANC (tendance Muzorewa) dénonce les pourparlers engagés entre Ian Smith et Joshua Nkomo qui sont, a-t-il dit, le produit d'un accord préliminaire signé, contre son gré, le 1er décembre, par MM. Smith et Nkomo.
En février 1976, Muzorewa assiste en compagnie de Sitholé et Chikerema à un sommet réunissant la Zambie, la Tanzanie le Mozambique et le Botswana à Quelimane au Mozambique. Le 23 février 1976, Muzorewa condamne la visite de Lord Greenhill à Salisbury, en déclarant que Smith doit capituler, 10 jours plus tard le 3 mars, Muzorewa annonce qu'il fera ses valises et démissionnera si un accord est conclu entre Smith et Nkomo. Le 6 mars 1976, Eliot Gabellah, membre de la faction externe du Conseil national africain dirigée par Muzorewa critiqua les négociations engagées entre Ian Smith et Joshua Nkomo, les qualifiant de perte de temps qui produira des résultats négatifs.
Le 17 avril 1976, Muzorewa donne une conférence de presse à Lusaka en Zambie avec à ses côtés ses deux fidèles alliés le révérend Ndabanigi Sitholé et James Chikerema, l'évêque a déclaré que l'unité était nécessaire si l'on voulait battre le gouvernement minoritaire blanc du Premier ministre Ian Smith. Il a souligné que plusieurs de ses responsables de Rhodésie assisteraient samedi à la réunion du Conseil de libération du Zimbabwe et qu'ils présenteraient quatre résolutions, dont l'une interdit toute tentative d'unité avec la faction de Joshua Nkomo basée en Rhodésie. L'évêque a dit qu'il essaierait de les faire changer d'avis pour qu'ils puissent retourner parler aux autres. L'évêque a déclaré qu'aucun représentant de la faction ANC de M. Nkomo n'avait été invité aux pourparlers, qui devaient avoir lieu dans un lieu secret de la capitale zambienne.
Trois jours plus tard, Muzorewa, donne une autre conférence de presse à Lusaka en Zambie, toujours avec à ses côtés le révérend Ndabanigi Sitholé et James Chikerema, cette fois l'évêque Abel Muzorewa, a lancé une attaque virulente contre la politique africaine des États-Unis. Il a déclaré que la prochaine visite du secrétaire d'État américain Henry Kissinger en Afrique avait pour but de renforcer « l'impérialisme américain » sur le continent et que le Conseil national africain (ANC) n'avait rien à discuter avec le Dr Kissinger. Muzorewa déclara qu'il n'avait aucune envie de rencontrer Kissinger S'exprimant après une réunion de quatre jours des responsables de la faction de l'ANC qu'il dirige, il a également accusé M. Joshua Nkomo, chef du groupe rival de l'ANC, de servir les dirigeants rhodésiens blancs, les intérêts sud-africains, britanniques et américains.
À la mi-mai 1976, cent cinquante partisans de l'évêque Muzorewa auraient été arrêtés par la police. Le 16 mai 1976, Muzorewa et ses deux plus proches aillés Sitholé et Chikerema rencontrent à Dar-Es-Salaam en Tanzanie, le président Julius Nyerere, les entretiens ne semblent pas avoir permis de rapprocher les partisans de la ZANU de ceux de la ZAPU, De son côté, lors d'une récente visite à Nairobi, M. Joshua Nkomo, chef de file de la fraction modérée de l'ANC (l'African National Council), a déclaré qu'il « n'avait rien à discuter » avec les autres leaders exilés du mouvement, l'évêque Muzorewa, le pasteur Sithole et M. James Chikerema. Le 31 mai 1976, Muzorewa attaque ouvertement les quatre présidents africains, Julius Nyerere de Tanzanie, Kenneth Kaunda de Zambie, Samora Machel du Mozambique et Seretse Khama du Botswana, qu'il accuse d'avoir pris le contrôle de la guérilla en créant une troisième force et d'avoir tenté d'installer Joshua Nkomo à la tête de l'ANC.
Début juin 1976, Muzorewa attaque cette fois le comité de libération de L'OUA qu'il accuse lors de sa réunion à Dar es-Salaam en Tanzanie d'isoler délibérément la direction politique de l'ANC des forces de guérilla. Tout au long des mois de juillet, août et septembre 1976, des tentatives et de fortes pressions des pays de la ligne de front (Zambie, Tanzanie, Botswana, Mozambique) notamment lors de la conférence de Dar-Es-Salaam en Tanzanie début septembre 1976 ont eu lieu pour unir les factions Nkomo, et Muzorewa au sein de l'ANC, mais ne donnent que peu de signes de succès. Le 3 octobre 1976, Muzorewa, revient en Rhodésie après un exil de 14 mois et accuse les États-Unis de tenter de faire de son rival, Joshua Nkomo, le chef d'un gouvernement intérimaire. Le retour en Rhodésie de Muzorewa fut suivi d'une rencontre stérile entre lui et Nkomo.
Le 8 octobre 1976, Muzorewa écrit une lettre ouverte, dans laquelle, il appelle à l'unité entre les différentes tribus et races en Rhodésie, l'unité c'est le pouvoir déclare t-il, ajoutant que c'est un remède sur et efficace pour prévenir la guerre civile. Le 15 octobre 1976, dans une interview publiée dans To the point, Muzorewa, déclare : Dans les prochaines semaines, je me vois occupé comme jamais à essayer très fort de combler les différences et d'unir notre peuple pour qu'il redevienne ce qu'il était avant que M. Nkomo ne brise notre unité. Muzorewa ajoute que les bons hommes blancs peuvent vivre côte à côte avec les Africains au pouvoir, tout en contribuant comme tout le monde au développement économique et social du Zimbabwe.

### L'échec de la conférence de Genève.
Fin 1976, comme lors de la conférence de Victoria Falls, 1 an plus tôt Muzorewa avec Chikerema conduit à la conférence de Genève la délégation du conseil national africain tandis que Sitholé, alors en lutte avec Mugabe pour le contrôle de la ZANU, il exigea d'être désigné chef de la délégation de la ZANU (Sitholé fut l'invité de dernière minute à cette conférence : il fut initialement exclu des projets britanniques de conférence constitutionnelle sur l'avenir de la Rhodésie, parce qu'il manquait de soutien militaire et politique). Finalement, Sitholé reçut une invitation pour participer à la conférence de Genève le 18 octobre 1976. Les deux autres délégations présentes à cette conférence furent celle du gouvernement rhodésien dirigé par Ian Smith et celle du Front Patriotique menée par Nkomo et Mugabe, cette conférence fut organisée par le Royaume-Uni qui en confia la présidence à Ivor Richard, ambassadeur du Royaume-Uni aux Nations-Unies. Après 6 semaines de négociations, menées du 28 octobre au 14 décembre 1976, cette conférence de Genève fut à nouveau un échec. Le 10 décembre 1976, l'ancien vice-président du Conseil national africain le révérend Canaan Banana annonce qu'il quitte la délégation de Muzorewa à la conférence de Genève et rejoint la ZANU de Robert Mugabe. Le 19 décembre 1976, la Zambie annonce la suspension de ses liens avec le groupe de l'évêque Muzorewa après que ce dernier ait accusé la Zambie de vouloir installer le rival et ennemi de Muzorewa Josuha Nkomo comme Premier ministre d'un gouvernement intérimaire en Rhodésie.

### Affrontements sanglants au Mozambique entre partisans du révérend Sitholé et ceux de Robert Mugabe au sein de la ZANU en 1976 et 1977
Le 25 novembre 1976, dans la province de Tete au Mozambique, des combats féroces opposent des factions rivales de la ZANU entre les partisans du révérend Ndabaningi Sitholé, et ceux de Robert Mugabe, ils feront 33 morts et 14 blessés. Le 8 janvier 1977, le révérend Ndabaningi Sitholé rapporte que des centaines de membres de la guérilla ont été tués au Mozambique au cours de combats encore plus sanglants que ceux de 1976 entre les factions rivales de la ZANU divisée entre ses partisans et ceux de Robert Mugabe.

## Muzorewa et Sitholé face au Front patriotique de Nkomo et Mugabe
Le 10 janvier 1977, à l'issue du sommet de Lusaka entre les cinq états des Frontline States, Zambie, Tanzanie, Botswana Angola, et Mozambique ces derniers prennent la décision de reconnaitre Joshua Nkomo et Robert Mugabe, les leaders du Front patriotique (Zimbabwe), comme seuls représentants de la population noire de Rhodésie, cette décision marque un changement par rapport à la politique de neutralité des cinq nations en faveur des rivalités entre les différentes factions nationalistes et constitue un sérieux revers pour l'évêque Abel Muzorewa et le révérend Ndabaningi Sitholé.
Le 13 janvier 1977, Muzorewa au cours d'une conférence de presse à Salisbury condamne fermement la décision des Frontline States, en déclarant, L'ANC condamne fermement la position des États de la ligne de front telle que reflétée dans leur déclaration de Lusaka du 10 janvier. 1977. La déclaration ne contient rien de nouveau pour nous au Zimbabwe et ne va certainement pas vaincre l'ANC unifié. La seule différence dans leur position est que la position d'honnêteté a émergé, et ils ont ouvertement admis ce qu'ils avaient toujours délibérément nié ; a toujours dit que ce n'était pas leur affaire de choisir les dirigeants du peuple du Zimbabwe, et que tenter de nous imposer un leadership est une insulte aux sept millions d'habitants du Zimbabwe. C'est une action que les Zimbabwéens doivent traiter avec mépris, car elle mérite en plus de le défier et d'y résister efficacement. Nous ne devrions pas, ne devons pas permettre l'arrogance et les actions paternalistes telles qu'elles ont été démontrées dans notre cas et appela à un référendum au sein de la population noire pour savoir quels leaders noirs rhodésiens devait représenté la population noire de Rhodésie à la conférence de Genève. Le jour même, le révérend Ndabaningi Sitholé qui assista à Accra au Ghana en compagnie de son rival et ennemi Joshua Nkomo au défilé militaire et policier organisé par le général Ignatius Acehmeapong, le chef du régime militaire ghanéen, fit fureur lorsqu'il affirma que cinq États africains avaient apporté leur soutien au Front patriotique, dirigé conjointement par M. Nkomo et Robert Mugabe. Cité par l'agence de presse du Ghana le révérend Sitholé critiqua cette décision estimant que c'était un moyen d'installer M. Nkomo comme nouveau dirigeant de la Rhodésie.
Le 27 mars 1977, Abel Muzorewa, appelle à un référendum au cours duquel voterait les blancs et les noirs pour élire un dirigeant à qui le gouvernement minoritaire blanc de Smith devrait remettre le pouvoir. L'évêque, chef du Conseil national africain uni, a lancé son appel lors d'un rassemblement à Salisbury, la capitale rhodésienne, La plupart des propositions ont été immédiatement rejetées par le Premier ministre rhodésien, Ian Smith, qui en a néanmoins jugé certaines acceptables. L'évêque, qui prétend avoir le soutien de 90 pour cent des six millions de noirs de Rhodésie, a attiré une foule enthousiaste de cinq mille personnes pour faire son annonce. Muzorewa, dont les principaux opposants opèrent tous en dehors de la Rhodésie, a énuméré point par point ses nouvelles propositions. M. Smith, en partance pour l'Afrique du Sud, a accueilli favorablement au moins cette partie des propositions de l'évêque visant à désigner un leader pour représenter la population noire de Rhodésie.
Le 28 mars 1977, le révérend Sitholé, tient une conférence de presse dans un hôtel de Lusaka en Zambie pour dénoncer la reconnaissance soviétique du Front patriotique (faisant référence à la visite en Tanzanie, Zambie et Mozambique du président soviétique Nikolai Podgorny.). Il a accusé les présidents africains de traiter la Rhodésie comme une colonie et a prévenu qu'une guerre civile pourrait éclater. M. Sitholé a déclaré que lors d'une récente tournée, il avait reçu des expressions de soutien de la part de 12 pays africains, dont le Ghana, le Nigeria, le Gabon et le Zaïre.
Le 5 juillet 1977, Abel Muzorewa et le révérend Ndabaningi Sitholé subissent un autre camouflet avec la reconnaissance presque exclusive accordée au Front patriotique lors du sommet de l'organisation de l'unité africaine à Libreville au Gabon, Muzorewa accusa le Front patriotique de torturer et d'intimider ses partisans et de les empêcher de rejoindre les unités de guérilla, quant au révérend Sitholé ses associés ont condamné la décision de l'OUA. Le 10 juillet 1977, Le révérend Sitholé revient dans son pays après 2 ans d'exil. Peu après son arrivée, M. Sithole a approuvé « sans réserve » l’initiative anglo-américaine et a attaqué les pays de l’Organisation de l’unité africaine limitrophes de la Rhodésie, affirmant qu’ils voulaient choisir les dirigeants de la future Rhodésie. Le 17 juillet 1977, Muzorewa, retourne en Rhodésie après avoir effectué une tournée dans les pays d'Afrique noire ou il a tenté d'obtenir du soutien pour sa politique modérée et non violente visant à obtenir un régime majoritaire en Rhodésie, et a exhorté les Rhodésiens blancs à accepter ce qu'il a appelé « l'inévitabilité du règne de la majorité noire ». Le même jour, le révérend Sitholé organise un rassemblement à Chegutu (ex-Hartley), interrogé par un journaliste, le révérend Sitholé déclare : (Une fois que nous aurons un régime majoritaire les forces de la ZAPU et de la ZANU déposeront les armes).
Au mois d'août 1977, Abel Muzorewa et le révérend Ndabaningi Sitholé entrent en concurrence avec un but précis, obtenir le soutien de la population noire de Rhodésie. Le 8 août 1977, Muzorewa organisa à Bulawayo un grand rassemblement de son parti le Conseil national africain uni. Le lendemain, le 9 août, Muzorewa rencontra à Londres, le ministre des affaires étrangères britannique David Owen, Muzorewa souhaita à cette occasion qu'un gouvernement intérimaire guide la Rhodésie vers un régime à majorité noire. Le jour même le révérend Sitholé, qui le 5 août, annonça prendre des mesures conciliantes envers la population blanche de Rhodésie en proposant que les Blancs se voient garantis des sièges au Parlement jusqu'à cinq ou dix ans après l'instauration du régime de la majorité noire organisa un rassemblement réunissant entre trois et cinq mille personnes dans le stade Highfield de Salisbury. Le rassemblement était organisé pour tester le soutien dont bénéfice le révérend Sitholé dans et autour de la Rhodésie. Sitholé réitère à cette occasion son souhait de gouvernement non racial faisant écho à l'appel de l'évêque à « un homme, une voix ». Mais contrairement au plan d'Abel Muzorewa visant à transférer progressivement le pouvoir à un gouvernement majoritaire noir, Sitholé a déclaré qu'il devait y avoir un gouvernement majoritaire maintenant. Si le rassemblement de l'évêque Muzorewa a attiré une foule plus nombreuse, les partisans de Sitholé étaient de bonne humeur. Et leur enthousiasme ne fut pas entamé par l’attentat terroriste contre un magasin de bétail vingt-quatre heures plus tôt. Le rassemblement du révérend Sitholé fut marqué par la présence de plusieurs anciens partisans d'Abel Muzorewa. Ils se sont joints au chant enthousiaste de l’hymne national du Zimbabwe. Pour le révérend Sitholé, la présence de transfuges du camp d'Abel Muzorewa signifia une influence politique supplémentaire pour trouver une solution aux problèmes constitutionnels de la Rhodésie. Mais au moment où il rejoignait les danseurs tribaux et son public pour célébrer le succès de son rassemblement, Sitholé avait clairement indiqué que le seul grand leader nationaliste noir désormais opposé à un gouvernement majoritaire immédiat était l'évêque Abel Muzorewa.
Le 21 août 1977, le Dr Eliot Gabellah annonce qu'il rompt avec Abel Muzorewa, devenant ainsi le cinquième dirigeant à « quitter le parti de Muzorewa depuis le retour en Rhodésie du révérend Sitholé le 10 juillet 1977, après deux ans d'exil, selon des sources bien informées Eliot Gabellah et les 4 autres ex-dirigeants du Conseil national africain uni de Muzorewa, envisageaient désormais de rejoindre le parti du révérend Sitholé l'Union nationale africaine du Zimbabwe - Ndonga. Le 24 août 1977, Muzorewa annonce la dissolution du comité central et de l'exécutif national de son parti le conseil national africain.
En septembre 1977, pendant qu'Ian Smith, rencontre John Vorster, au Cap, Muzorewa et Sitholé prennent ensemble un vol via Johannesburg en Afrique du Sud pour se rendre au Malawi, (seul pays africain à avoir établi des relations diplomatiques avec l'Afrique du Sud) (en 1967) pour rencontrer le président de ce pays Hastings Kamuzu Banda, avec l'objectif d'obtenir l'appui de ce dernier dans le but de contrer le soutien accordé par les Frontline States, Zambie, Tanzanie, Botswana, Angola, et Mozambique aux dirigeants de la guérilla du Front patriotique (Zimbabwe), Joshua Nkomo et Robert Mugabe.
Le 18 septembre 1977, James Chikerema, devenu premier vice-président du Conseil national africain rentre en Rhodésie après 13 ans d'exil, un exil en majeure partie passé en Zambie. Chikerema a déclaré qu'il était revenu pour aider à régler les problèmes du pays par des négociations pacifiques. Il a aussi déclaré qu'il soutenait deux des conditions clés du Premier ministre Ian Smith pour un gouvernement majoritaire en Rhodésie, Chikerema pensait ainsi que les Blancs de Rhodésie « devaient être rassurés en leur offrant des garanties efficaces de sécurité individuelle et collective dans notre future constitution, comme un mécanisme de blocage au Parlement » et il a ajouté : « Les forces de sécurité du pays doivent rester intactes car ce sera la meilleure assurance pour quiconque qui est véritablement concerné par l'avenir, la paix et le bien-être de notre pays, par opposition à ceux qui se soucient uniquement de leur propre pouvoir, quel que soit le coût pour le pays. Chikerema par ailleurs a attaqué les « arbitres autoproclamés » dans la question rhodésienne. Il a déclaré plus tard qu'il faisait en particulier référence aux présidents des cinq États africains de « première ligne » qui soutiennent la guérilla contre Smith,,.
Le 10 décembre 1977, c'est George Nyandoro, ancien dirigeant du FROLIZI de James Chikerema qui retourne en Rhodésie après 14 ans d'exil en Zambie, Nyandoro fut accueilli à l'aéroport de Salisbury par de nombreux membres du conseil national africain uni, le parti de Muzorewa, dont Ernest Bulle, second vice-président et numéro 3 du parti de Muzorewa Nyandoro fut expulsé de Zambie au début du mois de décembre 1977. M. Nyandoro, secrétaire aux Affaires extérieures du Conseil national africain uni de Muzorewa qu'il a rejoint en 1975, juste avant les pourparlers de Victoria Falls a attribué cette action au soutien total que le président zambien, M. Kenneth Kaunda, a exprimé à M. Joshua Nkomo, l'un des co-dirigeants du Front patriotique. George Nyandoro est le cinquième nationaliste de premier plan à revenir d'exil depuis juillet 1977. Peu après son arrivée, M. Nyandoro s'est rendu à un rassemblement de femmes de l'UANC au Stade national des sports. Le chef de l'UANC, Abel Muzorewa, était sur place pour l'accueillir chaleureusement.

## Les accords de Salisbury

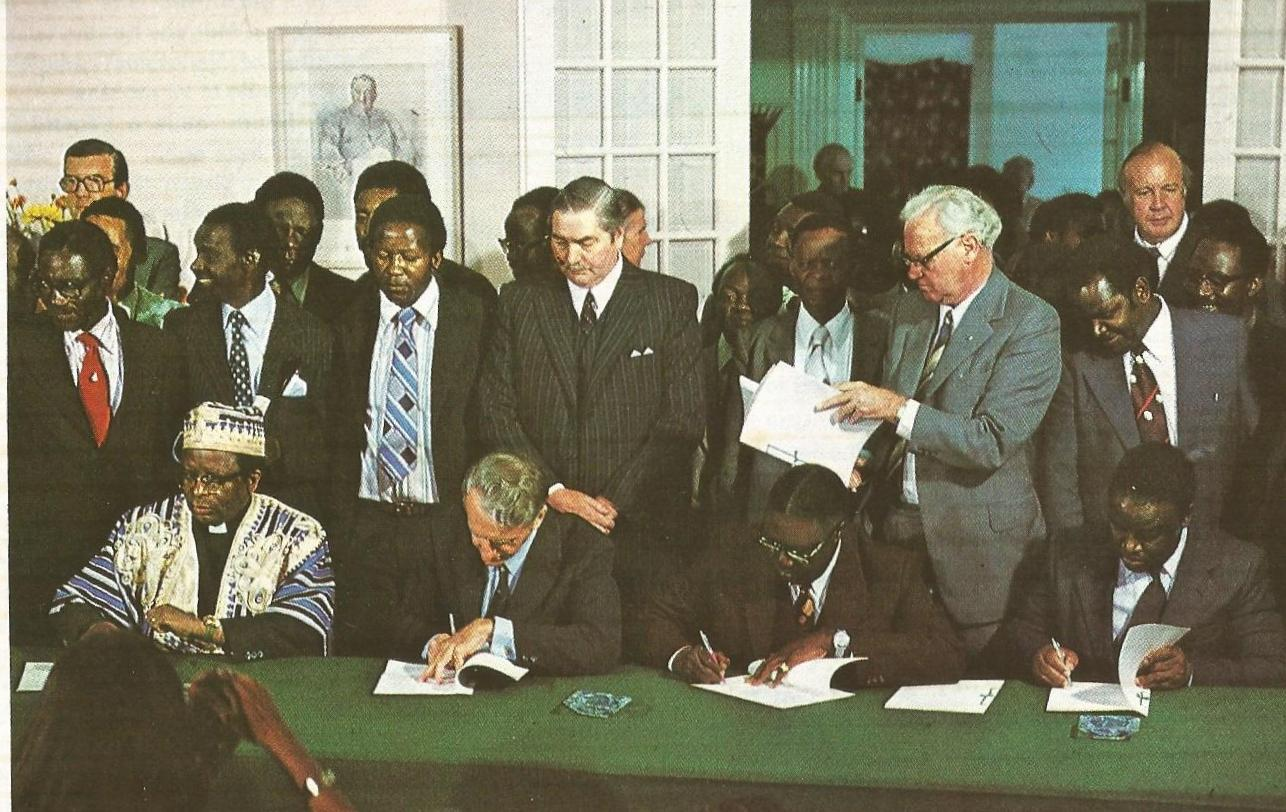
La signature des accords de Salisbury en mars 1978 : Muzorewa au côté de Ian Smith, du chef Jeremiah Chirau et du révérend Sitholé

Le 24 novembre 1977, lors d’une réunion publique à Bulawayo, Ian Smith annonce un virage à 180° de sa politique en déclarant son ralliement au principe du « one man, one vote ». Ce revirement soudain précipite à partir du début du mois de décembre des négociations internes avec des groupes nationalistes noirs non-violents menés par Muzorewa et Sitholé,. des négociations aux quelles se joint le chef tribal Jeremiah Chirau. Le Front patriotique de Nkomo et Mugabe fut invité à la table des négociations mais refuse d'y participer. Les pourparlers débutent le 9 décembre 1977 dans la résidence du Premier ministre.
Trois plus tard le 12 décembre 1977, Muzorewa et Sitholé rencontrent de nouveau Ian Smith et d'autres membres du gouvernement rhodésien, à l'issue des discussions, Muzorewa et Sitholé annoncent aux journalistes que les pourparlers ont honnêtement progressaient et se sont déroulés dans une atmosphère amicale et franche. Le 16 décembre 1977, Muzorewa, Sitholé et le chef tribal Jeremiah Chirau arrivent à Salisbury pour des discussions sur la règle de la majorité et Smith déclare aux journalistes que les négociations avancent. Le 22 décembre 1977, Ian Smith rencontre de nouveau Abel Muzorewa, le révérend Ndabaningi Sitholé et le chef Jeremiah Chirau pour le 14éme jour des pourparlers de règlement interne.
Après deux semaines de marchandages concernant la demande du Premier ministre Ian Smith d'obtenir trente-trois sièges soit un tiers des sièges pour la minorité blanche de Rhodésie au sein de la future Assemblée nationale composée de cent sièges, Muzorewa et Sitholé, rencontrent de nouveau Smith, le 10 janvier 1978, à l'issue des pourparlers les deux principales délégations noires qui participent aux pourparlers, celle du Conseil national africain uni de Muzorewa et celle de l'Union nationale africaine du Zimbabwe - Ndonga de Sitholé semblent s'être mises d'accord pour accorder vingt-huit sièges à la minorité blanche de Rhodésie au sein de l'Assemblée nationale,. Le 23 janvier 1978, Muzorewa, Sitholé et le chef tribal Jeremiah Chirau rencontrent de nouveau Ian Smith.
Le 25 janvier, le Premier ministre Ian Smith prédit lors d'une conférence de presse que lui et les dirigeants nationalistes noirs internes parviendraient à un large accord sur la règle de la majorité d'ici quelques semaines. Le révérend Sitholé déclara à des journalistes après la session de négociations que des progrès ont été réalisés et que ces derniers seraient très heureux,. Mais alors qu'elles étaient en bonne voie les négociations internes connaissent un coup d’arrêt lorsque le 27 janvier 1978, Muzorewa quitta les pourparlers avec Ian Smith affirmant avoir été insulté par le vice-Premier ministre David Smith (politicien rhodésien) qui l'a accusé d'avoir menti sur les détails du règlement.
Le 30 janvier, pendant que les gouvernements américains et britanniques entament des négociations avec les chefs du Front patriotique Joshua Nkomo et Robert Mugabe à Malte, les pourparlers reprennent sans Muzorewa (ce seront les seuls qui auront lieu sans lui), à l'issue de ces discussions entre, Ian Smith, Ndabaningi Sitholé et le chef Jeremiah Chirau, au cours desquels ces derniers ont discuté d'un plan de règlement interne qui excluait le Front patriotique), le révérend Ndabaningi Sitholé déclara que si la délégation de l'UANC était expulsée de ces pourparlers, sa délégation n'hésiterait pas à s'en retirer également. Conformément à ses propres souhaits et à ceux de son propre conseil exécutif national, Sitholé proposa alors deux solutions, que ces pourparlers devraient continuer sans l'UANC mais que la porte leur soit laissée ouverte pour rejoindre les pourparlers et que tout soit fait pour que l'accord soit signé par les personnes présentes afin d'initier le processus de transfert du pouvoir de la minorité blanche à la majorité africaine).
Le boycott de Muzorewa prit fin le 31 janvier, à la suite d'une rencontre entre James Chikerema le premier vice-président du Conseil national africain uni, et bras droit de Muzorewa et le vice-Premier ministre rhodésien David Smith (politicien rhodésien). pendant que se poursuivent les négociations à Malte entre les gouvernements américains et britanniques et les chefs du Front patriotique Joshua Nkomo et Robert Mugabe. Le 10 février 1978, les pourparlers internes en Rhodésie ont atteint un point critique à nouveau, l'évêque Abel Muzorewa ayant demandé un ajournement au cours du week-end pour discuter avec son exécutif de l'opportunité ou non de se retirer des négociations.
Quatre jours plus tard, le 14 février 1978, Les chefs des délégations participant aux pourparlers de règlement interne en Rhodésie conviennent de se rencontrer en privé pour tenter de sortir d'une impasse qui dure depuis près de trois semaines, ont rapporté des sources proches des pourparlers. Le désaccord porta sur le nombre de députés blancs élus par ces derniers au futur parlement, alors que Muzorewa, a insisté pour que pas plus de 20 membres d'un parlement proposé de 100 membres soient élus uniquement par les Blancs, les délégations de Smith, de Sitholé et de Chirau se sont mises d’accord sur le nombre de 28,.
Le lendemain le 15 février 1978 après deux mois de négociations, Ian Smith, et le Dr Elliott Gabellah annoncent qu'un accord a été trouvé. le Premier ministre Ian Smith et trois dirigeants noirs – l’évêque Abel Muzorewa, le sénateur Jeremiah Chirau et le Dr Elliott Gabellah, qui représentait le révérend Ndabaningi Sitholé, ont fait cette annonce après la 37e session de ce que l’on appelle les pourparlers de règlement interne. Ils ont déclaré qu'ils avaient finalement résolu leurs différends sur la question clé de la représentation blanche au parlement (Muzorewa s'étant finalement raillé à la proposition que 28 députés blancs soient élus au parlement pour une période de 10 ans). L'accord interne prévoyait également la création d'un sénat de 30 membres élus (20 noirs dont 10 chefs tribaux et 10 blancs également pendant 10 ans). Ce faisant Smith, Muzorewa, Sitholé et Chirau prennent de vitesse l'ambassadeur des États-Unis aux Nations unies, Andrew Young, Cyrus Vance, le secrétaire d'état américain, et le ministre des affaires étrangères britannique David Owen qui avaient tenté depuis le 30 janvier 1978 de convaincre à Malte les leaders du Front patriotique, Joshua Nkomo et Robert Mugabe d’accepter le plan anglo-américain de règlement négocié.
Le 3 mars 1978, Abel Muzorewa, Ndabaningi Sitholé et le chef Jeremiah Chirau singent avec Ian Smith les accords de Salisbury annoncés le 15 février 1978. Ces accords de Salisbury, prévoyaient la formation d'un gouvernement de transition dirigé par un conseil exécutif comprenant Muzorewa, Sitholé, le chef Jeremiah Chirau et Ian Smith. Des élections sont programmées, sur la base « un homme une voix », tandis qu'une nouvelle constitution devait être rédigée. L'accord interne est cependant mal perçu à l'étranger et rejeté par le Front patriotique car la police, l'armée, le système judiciaire et la fonction publique resteraient contrôlés par les blancs durant encore au moins cinq ans. Au lendemain de la signature de l'accord interne, le révérend Sitholé, déclara qu'il n'était pas nécessaire que les blancs aient peur des nouveaux changements à venir. Il a rapidement annoncé une tournée de conférences qui comprendrait des discours devant un public blanc, pour lui, les Blancs devaient rester et faire de cette grande expérience un véritable succès pour le bénéfice des Noirs et des Blancs dans ce beau pays. Il ajouta que le rôle des Blancs était très important et même vital pour l'avenir de ce pays. « C’est pourquoi nous estimons qu’il faut encourager le plus grand nombre possible d’entre eux à rester dit t-il,. Le 19 mars 1978, à Salisbury, Abel Muzorewa organisa sous une pluie battante un grand rassemblement de 150 000 personnes, dans son discours d'une heure Muzorewa, décrit l'accord comme le premier pas vers la terre promise » et a défendu les dispositions qui sauvegarde les intérêts des 263 000 Blancs. Il a déclaré que les garanties, en gardant les Blancs ici, empêcheraient la Rhodésie de devenir « une nation de mendiants et de pauvres », et un terrain de jeu pour « les expatriés suceurs de sang.
Le gouvernement transitoire est rapidement mis en place le 21 mars 1978. Mais si l'accord interne est rejeté par le Front Patriotique, il est aussi condamné le 22 mars 1978 par le Rhodesian Action Party et son chef Les Idensohn. Le 3 avril 1978, le conseil national africain uni de Muzorewa et l'Union nationale africaine du Zimbabwe - Ndonga de Sitholé rejettent l'appel du président américain Jimmy Carter pour une nouvelle conférence sur la Rhodésie. Le 14 avril, neuf ministres noirs prêtent serment pour siéger au Conseil ministériel du gouvernement de transition. Le 21 avril, Muzorewa fit face à une manifestation hostile d'étudiants lors de sa visite au Botswana. Le 2 mai 1978, Muzorewa, Sitholé et Chirau participent en compagnie de Ian Smith à une réunion du conseil exécutif du gouvernement intérimaire rhodésien à Salisbury. Le 12 mai 1978, Ernest Bulle, le second vice-président du Conseil National africain uni, numéro 3 du parti et tout nouveau vice-ministre du commerce donne une conférence de presse au cours de laquelle, il juge important de maintenir des relations économiques avec l'Afrique du Sud. Le 10 juin 1978, Muzorewa, rencontre des fermiers blancs dans la campagne rhodésienne. Le 11 juin 1978, le Révérend Sitholé déclare lors d'une conférence de presse à Johannesburg que le règlement interne fonctionnerait et que la motivation pour la guérilla n'existe plus. Sithole est convaincu que les guérilleros veulent maintenant quitter la brousse, car leur motivation pour continuer le combat a pris fin avec la promesse « un homme, une voix ».
Le 24 juin 1978, les hostilités atteignent un niveau de cruauté jamais égalé avec le massacre par des guérilléros du Front patriotique à Umtali à coup de haches de douze civils anglais d’une mission religieuse dont cinq femmes (précédemment violées), trois enfants de 4, 5 et 6 ans et d’un bébé de 3 semaines. Le 5 juillet 1978, Muzorewa, s'exprimant lors d'une conférence de presse à Johannesburg, a démenti les déclarations du leader nationaliste rival Joshua Nkomo selon lesquelles ses guérilleros pourraient prendre le contrôle de la Rhodésie « en quelques mois.
Le 17 Juillet 1978, Abel Muzorewa, lance à la télévision rhodésienne un appel aux guérilleros rhodésiens pour qu'ils cessent leurs combats et rentrent chez eux en paix. Il déclare : Il est temps de rentrer à la maison. Apportez vos armes avec vous, mais rentrez à la maison maintenant. Pourquoi dis-je de rentrer ?Êtes-vous de retour chez vous maintenant ? Premièrement, je le répète, le Zimbabwe pour lequel vous vous battez deviendra réalité le 31 décembre 1978, un Zimbabwe véritablement indépendant. Deuxièmement, si votre sacrifice était nécessaire par le passé, il n'est ni nécessaire ni raisonnable que vous mouriez dans la brousse, alors que ce pour quoi vous vous êtes battus est désormais à portée de main. Alors que vos camarades sont morts pour la libération, pourquoi allez-vous mourir maintenant si vous êtes tués dans la brousse ? Troisièmement, n'êtes-vous pas injustes envers vous-mêmes en continuant d'obéir aux ordres d'hommes qui vous supplient de continuer à vous battre, de continuer à tuer et à mourir ? Ces mêmes hommes qui vous donnent librement des ordres sont libres, en sécurité et en sûreté. Ils boivent et dînent dans les luxueux hôtels de Lusaka, de Maputo et d'autres régions du monde. Ne condamnez pas nos populations en guerre à la mort et à la destruction, prises entre deux feux ? Nombre de vos camarades ont maintenant pris le chemin du retour, celui de la paix. Votre place est ici. Ici, nous construirons l'intégration des forces de défense du Zimbabwe. Il y a de la place pour vous dans nos écoles et nos universités, et il y aura des emplois pour ceux qui souhaitent retourner à la vie civile. Mais revenez chez vous maintenant !
Fin juillet 1978, Muzorewa se rend au sénat américain pour demander la levée des sanctions contre la Rhodésie en vain, et rejette la demande de Cyrus Vance, le secrétaire d'état américain d'accepter une réunion avec toutes les factions impliquées dans le conflit rhodésien, y compris les chefs de la guérilla. Le 3 août, le révérend Sitholé proclama que la seule raison de la lutte armée est passée et que la bataille politique pour obtenir la règle de la majorité est terminée, et accuse le gouvernement britannique de promouvoir le chaos en Rhodésie et ajoute que les Blancs ont une place dans ce pays non seulement en tant que personnes qui ont le savoir-faire mais aussi en tant que gens ordinaires qui devrait avoir leurs maisons ici. Par ailleurs le révérend Sitholé tout comme le chef tribal Chirau défendit les raids de l'armée rhodésienne effectués du 30 Juillet au 1er août 1978, contre des bases de guérilla au Mozambique, quand à l'évêque Muzorewa alors en visite à Londres si il se montra évasif n'a pas condamné l'attaque.
Le 8 août 1978, le gouvernement rhodésien fait un premier pas vers le démantèlement de la discrimination raciale institutionnalisée en Rhodésie, en décidant que les quartiers d'affaires, les toilettes, les piscines et autres lieux publics devraient être ouverts à toutes les races. Certains Noirs ont rejeté ces mesures (qui maintiennent la ségrégation dans les écoles et les hôpitaux), les qualifiant de « trop peu, trop tard, tandis que les conservateurs blancs les ont dénoncés comme « une invasion de la vie privée ethnique Muzorewa, se déclare « très, très heureux » et a déclaré « l'une des plus grandes choses qui est arrivé à ce pays, a commencé à se produire maintenant. Le 30 août 1978, tout comme Muzorewa un mois plus tôt, le révérend Sitholé rejeta lui aussi la proposition anglo-américaine d'une conférence réunissant tous les partis, (nous ne pouvons pas voir ce qui peut être réalisé par la conférence de tous les partis dit t-il) et accuse David Owen de tout faire pour couronner Joshua Nkomo roi du Zimbabwe.
Le 5 septembre 1978, Muzorewa, Sitholé, et Chirau, assistent en compagnie de Ian Smith, aux obsèques du président John Wrathall. Le 9 octobre, Ernest Bulle, annonce que la Rhodésie abolira toute forme de discrimination,. Le lendemain confirmant les propos de Bulle, Muzorewa, annonce la fin de la ségrégation raciale en Rhodésie.
En octobre 1978, à l’invitation de 27 sénateurs conservateurs américains, Smith, Muzorewa et Sitholé et Chirau se rendent aux États-Unis pour défendre leur accord et rencontrent l’ancien secrétaire d’État Henry Kissinger, l'ancien président Gerald Ford, l’ancien vice-président Nelson Rockefeller, l’ancien secrétaire républicain au Trésor, John Connally et d'autres personnalités politiques dont le futur président Ronald Reagan. Pour se rendre aux États-Unis Smith et Sitholé prennent un vol commun via l'Afrique du Sud et font une conférence de presse commune. Ce faisant, le déplacement de Smith, Muzorewa et Sitholé et Chirau et leur accueil aux États-Unis constituent un manquement public aux sanctions imposées contre les dirigeants de Rhodésie par le Conseil de sécurité le 29 mai 1968. Il est regretté par le gouvernement britannique de James Callaghan et condamné par le Conseil de sécurité le 10 octobre 1978. La tournée de Smith fut plutôt fructueuse car si il ne rencontra aucun membre de l'administration Carter à part le secrétaire d'état Cyrus Vance ce fut perçu comme une reconnaissance de son gouvernement.
Le 21 octobre 1978, Smith, et Muzorewa, donnent une conférence de presse pour répondre aux accusations d'un des chefs du Front Patriotique Joshua Nkomo selon lequel 226 réfugiés non armés ont étés tués et 629 réfugiés blessés au cours d'une opération militaire de l'armée rhodésienne en Zambie, l'opération Gatling, contre la ferme Westlands, autrefois propriété des Blancs, transformée en quartier général et base d'entraînement de la ZIPRA, l'Armée révolutionnaire populaire du Zimbabwe, la branche militaire du de l'Union du peuple africain du Zimbabwe, sous le nom de « Freedom Camp. Smith et Muzorewa répliquent que des cubains furent tués au cours du raid.
Le 16 novembre 1978, le gouvernement de transition biracial de Rhodésie reporte de quatre mois les premières élections multiraciales en Rhodésie qui auront lieu du 10 au 21 avril 1979. Un référendum, auquel participent les seuls Blancs, est organisé en janvier 1979 pour l'adoption d'une nouvelle constitution pour le nouvel État de Zimbabwe-Rhodésie, entérinée par une majorité de 85 % des voix. Ce qui provoquera la dissolution du Parti d'action rhodésien (un parti d’extrême droite hostile à tout compromis avec les nationalistes noirs) (Y compris les plus modérés) En arrière-plan ont lieu plusieurs attentats terroristes, dont, à six mois d'intervalle, deux avions civils d'Air Rhodesia abattus par la guérilla. La nouvelle constitution accorde à la minorité blanche une franchise de 10 sièges au Sénat et de 28 sièges à la chambre, pendant 10 ans laquelle compte 100 sièges, ainsi qu'un quart des postes du cabinet ministériel pour une durée déterminée. Le 6 mars 1979, le Zimbabwe African National Union – Ndonga, le parti de Sitholé, subit un gros coup dur à quelques semaines des élections avec le départ de Eliot Gabellah.

## Premier ministre de Zimbabwe-Rhodésie
Les élections d'avril 1979, boycottées par le Front patriotique de Mugabe et Nkomo, donnent la victoire à l'évêque Muzorewa et à l'UANC. Muzorewa devient le nouveau Premier ministre à compter du 1er juin 1979, tandis que Josiah Zion Gumede obtient le poste honorifique de président de la République. Mais ni l'accord de Salisbury, ni les élections d'avril 1979 ni le nouveau gouvernement de Muzorewa ne font l'objet d'une reconnaissance internationale et sont même condamnés par l'ONU.
Pire encore, au contraire des espoirs des signataires de l'accord de Salisbury, la lutte armée menée par les mouvements de guérilla s'amplifie. Il eut aussi le boycott du parlement par un aillé de Muzorewa, le révérend Ndabaningi Sitholé, le chef de la Zimbabwe African National Union – Ndonga, un parti politique modéré, Sitholé fut mécontent de n'avoir eu que 12 députés au parlement, un boycott qui durera jusqu'au 31 juillet 1979. Le Zimbabwe African National Union – Ndonga finira par intégrer le gouvernement de Muzorewa le 15 août 1979. Sitholé sera membre de la délégation de Muzorewa lors des négociations de Lancaster House. Muzorewa dut faire face aussi au départ du premier vice président de son parti James Chikerema qui fonda avec 6 autres députés le parti démocratique du Zimbabwe. Le 23 juin 1979, des partisans du Conseil national africain uni manifestent devant le siège du Parti démocratique du Zimbabwe de James Chikerema.
En juin 1979, peu de temps après sa prise de fonction, Muzorewa effectue sa première visite à l'étranger en tant que Premier ministre en Afrique du Sud, au cours de laquelle il rencontra le Premier ministre Pieter Williem Botha et le ministre des affaires étrangères Pik Botha, quand Muzorewa prit ses fonctions de Premier ministre son premier visiteur officiel fut Piet van Vuuren, un représentant de la mission diplomatique sud-africaine,. Le 11 juillet 1979, Muzorewa effectue une visite à Washington pour tenter sans succès de plaider sa cause auprès du gouvernement démocrate de Jimmy Carter. Le 12 juillet, Muzorewa effectue une courte visite de 36 heures à Londres ou accueilli par un fonctionnaire du Foreign Office, il a rencontré, le Premier ministre, Mme Thatcher, ainsi que le secrétaire au Foreign Office, Lord Carrington.
Le gouvernement britannique finit par convaincre Muzorewa après la réunion des chefs de gouvernement du Commonwealth de participer à de nouvelles négociations à Londres avec le Front patriotique de Mugabe et de Nkomo. qui commencent le 10 septembre 1979 sous la direction de Peter Carrington, le ministre des affaires étrangères britannique. Le 13 septembre 1979, Muzorewa prononce un discours très dur envers le Front patriotique, qualifiant Mugabe et Nkomo de deux dictateurs arrogants qui veulent imposer leurs idéologie marxiste et leur doctrine au Zimbabwe. Il menaça aussi de quitter la conférence après des discussions concernant la constitution. Quant au révérend Sitholé, il dément la rumeur venant de Londres selon laquelle, il quittait le gouvernement d'unité nationale et voudrait rejoindre le Front patriotique (Il déclare à ce propos qu'il n'y a aucune vérité et que c'est de la foutaise).
Le 17 octobre 1979, interviewé par le journaliste de la BBC Philip Hayton, le Premier ministre par intérim et ministre de l'éducation du Zimbabwe Rhodésie, Edward Mazaiwana, déclara qu'il pourrait envisager une intervention militaire de l'Afrique du Sud au Zimbabwe Rhodésie si les États-Unis et le Royaume-Uni restaient les bras croisés. M. Mazaiwana commentait une déclaration faite la semaine dernière par le ministre sud-africain des Affaires étrangères, Pik Botha, qui a déclaré que le gouvernement sud-africain envisagerait d'agir « pour contrer une prise de pouvoir par les forces du chaos et de la confusion au Zimbabwe Rhodésie » (référence au Front patriotique de Nkomo et Mugabe). Le 20 octobre 1979, une délégation du gouvernement Muzorewa conduite par le vice-Premier ministre le Dr Silas Mundawarara, rencontre à Pretoria le Premier ministre sud-africain Pieter Williem Botha. Les discussions ont porté sur une éventuelle aide sud-africaine au Zimbabwe-Rhodésie pour financer la lutte contre le Front patriotique de Nkomo et Mugabe, et de la nécessité pour le Zimbabwe-Rhodésie de faire lever les sanctions actuellement imposées à leur encontre.
Le 22 novembre 1979, Muzorewa lança une violente attaque verbale contre son ancien allié le président zambien Kenneth Kaunda en déclarant : Le président Kaunda de Zambie aurait annoncé une mobilisation pour un soutien total en vue d'une guerre contre le Zimbabwe-Rhodésie en collaboration avec le Front patriotique. Et que la guerre se poursuivra jusqu’à sa conclusion logique. Il est déjà clair pour la communauté mondiale dans son ensemble que : premièrement ; Le Dr Kaunda recherche habituellement n’importe quelle issue de secours chaque fois qu’il est en butte à des problèmes internes de toute ampleur. Celles-ci sont invariablement de sa propre initiative, comme l'étouffement de l'expression politique et les difficultés indicibles endurées par le peuple zambien. Il est passé maître dans l’art de développer des pressions extérieures souvent mythiques pour détourner la population zambienne de ses propres défauts. C’est également un effort qu’il a déployé à de nombreuses reprises pour tenter d’obtenir la sympathie et l’assistance de la communauté internationale. Deux; pendant des années, le Dr Kaunda, au mépris total du bien-être et de la sécurité de son propre peuple, a hébergé des milliers de terroristes qui dirigent leurs activités avec l'aide des russes, des allemands de l'Est et des cubains. Qui peut affirmer que les ponts récemment détruits en Zambie n'ont pas été fait sauter par les mêmes terroristes qui ont été entraînés pour perpétrer des actes similaires au Zimbabwe-Rhodésie ? Ne pourrait-il pas également arriver que les terroristes du Front patriotique mènent de telles activités pour amener le Président Kaunda à prendre les mesures qu'il aurait prises au détriment de son propre peuple ? Qui peut dire que les mesures prises en Zambie n'étaient pas celles de son propre peuple, qui en a assez de ce qu'il doit subir à cause des idéologies erronées du président Kaunda ?. Après 3 mois de négociations Muzorewa remet la souveraineté du Zimbabwe-Rhodésie aux Britanniques qui nomment le 12 décembre 1979, Lord Christopher Soames gouverneur de la colonie de Rhodésie, mettant ainsi fin au mandat de Muzorewa et du président Josiah Zion Gumede. Les accords de Lancaster House sont signés le 21 décembre 1979.
Le 28 décembre 1979, Muzorewa, rencontre cette fois au Cap Pieter Williem Botha, Muzorewa, déclara, (Nous pouvons gagner les élections grâce à un travail acharné et à l'aide continue de l'Afrique du Sud. Nous sommes appelés à redoubler d’efforts de la fois précédente. Nous avons besoin de plus de fonds pour rivaliser avec le Front patriotique qui reçoit des sommes presque illimitées des Russes. Mugabe est ma pire menace politique. Nous n’avons pas de réelle inquiétude pour Nkomo. Sa réputation s'est estompée au fil des années, notamment dans le Mashonaland où vit plus de 80 pour cent de la population. Il ne bénéficie même pas du soutien total des Matabele. Muzorewa dit à Botha, Nous vous voulons, nous avons besoin de vous. C'est une question de vie ou de mort pour nous.
De nouvelles élections auxquelles participent la ZANU de Mugabe et la ZAPU de Nkomo sont organisées en février 1980. Après une courte campagne, marqué par un climat de violence et d'intimidation, la ZANU de Mugabe remporte la majorité absolue des 80 sièges de députés à la nouvelle assemblée alors que l'UANC est laminé et ne sauve que 3 sièges. (Muzorewa bénéficié pourtant du soutien du gouvernement sud-africain qui avait collecté plus de 12 millions de rands pour soutenir son parti le Conseil national africain uni (UANC) lors des élections de mars 1980, dont environ la moitié provenait des caisses de l'État, tandis que le reste provenait du secteur privé dirigé par le ministre des Affaires étrangères. Pik Botha). Quant au révérend Sitholé son parti le Zimbabwe African National Union – Ndonga n'eut que 2 % des voix.

## La spirale des échecs politiques
Trois ans après l'indépendance officielle du Zimbabwe en avril 1980, Muzorewa fut arrêté le 1er novembre 1983 et emprisonné jusqu'au 5 septembre 1984 après avoir effectué le 21 octobre 1983 une visite en Israël, au cours de laquelle il appela à l'établissement de relations diplomatiques entre le Zimbabwe et Israël, accusé par le gouvernement zimbabwéen de participer à un complot contre Mugabe pour le compte du gouvernement sud-africain, Muzorewa fit une grève de la faim du 3 au 11 novembre 1983. Quant au révérend Ndabaningi Sitholé, il considéra que sa vie était en danger à cause de ses ennemis politiques, et s'est exilé volontairement d'abord au Royaume-Uni au début des années 1980, puis à Silver Spring (Maryland), aux États-Unis de fin 1983-début 1984 à janvier 1992 date à laquelle, il retourne au Zimbabwe.
En 1985, deux des fils d'Abel Muzorewa, Ernest et Gwinyai Muzorewa publient une déclaration ou ils annoncent quitter le parti de leur père et se raillent au parti de Robert Mugabe en disant : « Nous pensons que la manière la plus constructive d'utiliser notre expertise civile pour l'amélioration de la situation des masses du Zimbabwe passent par les structures du parti au pouvoir du Premier ministre Robert Mugabe. Les fils, tous deux âgés d'une vingtaine d'années, ont publié ce communiqué après avoir rencontré le ministre d'État chargé de la sécurité, Emmerson Mnangagwa, et leur avoir promis leur soutien. Lors des élections générales de 1985, il tente de se faire élire dans la circonscription de Glen View mais est battu et se retire alors de la politique.
En octobre 1987, le gouvernement américain de Ronald Reagan décida d'expulser Ndabaningi Sithole, ce dernier déclara que sa demande de rester aux États-Unis avait été rejetée, bien qu'il soit autorisé à faire appel de la décision. Sithole a déclaré qu'on lui avait dit que la situation au Zimbabwe ne justifiait pas l'octroi de l'asile parce que les dirigeants politiques de l'opposition comme Joshua Nkomo vivaient librement dans le pays. Sithole a rit de ce raisonnement, notant que des tentatives ont été faites contre Nkomo
En juillet 1992, le CAZ de Ian Smith, l'UANC de Muzorewa, le ZANU-Ndonga de Sitholé et le Mouvement uni du Zimbabwe de Edgar Tekere (en) formèrent une coalition afin de battre Mugabe et le ZANU-PF lors des prochaines élections parlementaires. Ce rapprochement donna naissance au Front uni qu'Ian Smith accepta de présider en avançant qu'il n'avait plus d'ambitions politiques et pouvait donc représenter un dirigeant neutre. Ce parti se désintégra néanmoins rapidement du fait des divergences entre ses différentes composantes et ne se présenta jamais à une élection
En mars 1996, Muzorewa tout comme le révérend Ndabaningi Sitholé tente de défier Mugabe, qui contrôle les médias, à l'élection présidentielle et présente contre lui sa candidature. Sous la pression, il la retire finalement 15 heures avant le début du vote. Son nom figurant néanmoins sur les bulletins de vote, il recueille officiellement 4,8 % des suffrages contre 92,7 % à Robert Mugabe. Smith, Muzorewa et Sithole tentèrent à nouveau sans succès de former une coalition en vue des élections de 2000. Sithole meurt en décembre 2000. En 2001, il se retire de la politique active. Le 21 juin 2007, Muzorewa déclare que des citoyens, noirs et blancs, étaient venus chez lui et lui avaient demandé de se présenter à la présidence. Il a déclaré que le Zimbabwe « saignait, économiquement et socialement. Il est douloureux de les écouter parler ». Il a demandé aux gens de prier pour que les négociations entre le ZANU-PF et le MDC, sous la médiation du président sud-africain Thabo Mbeki, aboutissent et pour le « salut » du Zimbabwe. Finalement, Muzorewa ne s'est pas présenté à l'élection présidentielle de 2008.
De santé fragile et atteint d'un cancer, il meurt le 8 avril 2010 quelques heures après avoir pris connaissance du décès de l'un de ses frères,.